# Área de Proteção Ambiental Bacia do Paraíba do Sul
A Área de Proteção Ambiental Bacia Paraíba do Sul está localizada no estado de São Paulo na região sudeste do Brasil. O bioma predominante é o da Mata Atlântica.

## Fauna
Algumas aves que habitam o local, segundo estudo realizado na área:
- dragão-do-brejo
- maria-faceira
- Inhambu-xintã
- Gavião-carijó
- Anu-preto